# 중앙노동위원회 위원장
중앙노동위원회 위원장(中央勞動委員會 委員長)은 중앙노동위원회를 대표하는 직위이다. 장관급 정무직공무원으로 보한다.

## 역할
- (노동위원회법 제10조제1항) 위원장은 해당 노동위원회를 대표하며, 노동위원회의 사무를 총괄한다.

## 역대 기관장

### 중앙노동위원회 위원장
| 정부        | 대수           | 이름                              | 임기                                | 비고 |
| ----------- | -------------- | --------------------------------- | ----------------------------------- | ---- |
| 제1공화국   | 초대           | 김세완(金世玩)                    | 1954년 2월 20일 ~ 1960년 11월 9일   |      |
| 제2공화국   | 2대            | 고재호(高在鎬)                    | 1960년 11월 10일 ~ 1961년 11월 9일  |      |
| 제2공화국   | 3대            | 정근영(鄭近永)                    | 1961년 11월 10일 ~ 1968년 9월 30일  |      |
| 제3공화국   | 3대            | 정근영(鄭近永)                    | 1961년 11월 10일 ~ 1968년 9월 30일  |      |
| 4대         | 박일경(朴一慶) | 1968년 10월 1일 ~ 1973년 9월 4일  |                                     |      |
| 4대         | 박일경(朴一慶) | 1968년 10월 1일 ~ 1973년 9월 4일  | 제4공화국                           |      |
| 5대         | 박규상(朴奎祥) | 1973년 9월 5일 ~ 1978년 9월 10일  |                                     |      |
| 6대         | 박규상(朴奎祥) | 1973년 9월 5일 ~ 1978년 9월 10일  |                                     |      |
| 7대         | 권중동(權重東) | 1979년 3월 21일 ~ 1980년 7월 22일 |                                     |      |
| 8대         | 권중동(權重東) | 1979년 3월 21일 ~ 1980년 7월 22일 |                                     |      |
| 제5공화국   | 9대            | 한진희(韓眞熙)                    | 1980년 8월 20일 ~ 1983년 6월 14일   |      |
| 제5공화국   | 10대           | 한진희(韓眞熙)                    | 1980년 8월 20일 ~ 1983년 6월 14일   |      |
| 제5공화국   | 11대           | 김진경(金鎭景)                    | 1983년 6월 15일 ~ 1986년 5월 9일    |      |
| 제5공화국   | 12대           | 김진경(金鎭景)                    | 1983년 6월 15일 ~ 1986년 5월 9일    |      |
| 제5공화국   | 13대           | 최철호(崔喆浩)                    | 1986년 7월 31일 ~ 1989년 7월 30일   |      |
| 노태우 정부 | 13대           | 최철호(崔喆浩)                    | 1986년 7월 31일 ~ 1989년 7월 30일   |      |
| 14대        | 김기덕(金基德) | 1989년 8월 31일 ~ 1993년 3월 11일 |                                     |      |
| 15대        | 김기덕(金基德) | 1989년 8월 31일 ~ 1993년 3월 11일 |                                     |      |
| 김영삼 정부 | 16대           | 김용소(金龍昭)                    | 1993년 3월 12일 ~ 1997년 2월 28일   |      |
| 김영삼 정부 | 17대           | 배무기(裵茂基)                    | 1997년 4월 10일 ~ 2000년 2월 28일   |      |
| 김대중 정부 | 17대           | 배무기(裵茂基)                    | 1997년 4월 10일 ~ 2000년 2월 28일   |      |
| 18대        | 임종률(林鐘律) | 2000년 2월 29일 ~ 2003년 2월 24일 |                                     |      |
| 19대        | 임종률(林鐘律) | 2000년 2월 29일 ~ 2003년 2월 24일 |                                     |      |
| 노무현 정부 | 20대           | 신홍(申弘)                        | 2003년 3월 25일 ~ 2006년 4월 9일    |      |
| 노무현 정부 | 21대           | 신홍(申弘)                        | 2003년 3월 25일 ~ 2006년 4월 9일    |      |
| 노무현 정부 | 22대           | 김유성 (金裕盛)                   | 2006년 4월 10일 ~ 2007년 8월 7일    |      |
| 노무현 정부 | 23대           | 이원보 (李元甫)                   | 2007년 8월 9일 ~ 2010년 8월 8일     |      |
| 이명박 정부 | 23대           | 이원보 (李元甫)                   | 2007년 8월 9일 ~ 2010년 8월 8일     |      |
| 24대        | 정종수(鄭鐘秀) | 2010년 8월 11일 ~ 2013년 8월 10일 |                                     |      |
| 박근혜 정부 | 25대           | 박길상(朴吉祥)                    | 2013년 9월 16일 ~ 2016년 9월 1일    |      |
| 박근혜 정부 | 26대           | 박준성(朴埈成)                    | 2016년 10월 21일 ~ 2019년 10월 20일 |      |
| 문재인 정부 | 27대           | 박수근                            | 2019년 10월 21일 ~ 2022년 10월 10일 |      |
| 윤석열 정부 | 28대           | 김태기                            | 2022년 11월 29일 ~                  |      |

## 같이 보기
- 중앙노동위원회